# Сибирски државни ваздухопловни универзитет
Сибирски државни ваздухопловни универзитет (рус. Сибирский государственный аэрокосмический унвиерситет) је универзитет у Русији, који је основан 1960. године у Краснојарску. „СибГАУ" је 1996. године добио почасно име академика авиоконструктора Михаила Решетњова. До 2002. године, универзитет је пословао као подружница Краснојарског политехничког института. Године 2011. универзитет је уврштен у сто најбољих универзитета у Русији..